# Ponte da barragem de Monsin
A ponte da barragem de Monsin, cituada à jusante da cidade de Liège e projetada pelo arquiteto Joseph Moutschen, foi inaugurada na Exposição Internacional de 1930. A criação da ponte permitiu a substituição de várias eclusas localizadas no centro da cidade, a estabilização do curso do rio Mosa (Meuse) e a acoplagem de usina hidrelétrica para gerar energia elétrica.
A construção da ponte começou em maio de 1928 com a empresa Cockerill produzindo todas as peças de metal.
A ponte foi parcialmente destruída em 11 de maio de 1940   .
Esta barragem está localizada em frente à cervejaria Piedbœuf, a qual produz a cerveja Jupiler, com ligação direta ao porto autônomo de Liège.
A ponte da barragem desempenha um papel chave no romance do autor belga Armel Job, La Disparue de l'île Monsin (Robert Laffont, 2020).